# Попов, Алексей Юрьевич
Алексе́й Ю́рьевич Попо́в (род. 18 сентября 1969, Липецк, СССР) — российский военный историк, специалист в области новейшей истории России, истории партизанского движения и органов государственной безопасности в Великой Отечественной войны. Доктор исторических наук.

## Биография
В 1993 году окончил исторический факультет Санкт-Петербургского государственного университета.
В 1993—1996 годах преподавал отечественную историю в Липецком государственном педагогическом институте. Кандидат юридических наук.
В 2007 году в Институте российской истории РАН защитил диссертацию на соискание учёной степени доктора исторических наук по теме «Деятельность органов государственной безопасности СССР на оккупированной советской территории: 1941—1944 гг.» (специальность 07.00.02 — отечественная история). Научный консультант — доктор исторических наук А. С. Сенявский. Официальные оппоненты — доктор исторических наук, профессор А. Г. Хорьков, доктор исторических наук, профессор В. Н. Хаустов и доктор юридических наук, профессор В. С. Христофоров. Ведущая организация — Российская академия государственной службы при Президенте Российской Федерации.
Ведущий научный сотрудник Института российской истории РАН

## Научные труды

### Монографии
- Попов А. Ю. 15 встреч с генералом КГБ Бельченко. — М.: Олма-пресс, 2002. — 384 с. (Серия «Досье»). ISBN 5-224-03310-1
- Попов А. Ю., Цветков А. И. Русский диверсант Илья Старинов. — СПб.: Нева, 2003. — 188 с. (Люди особого назначения). ISBN 5-7654-2995-5
- Попов А. Ю. НКВД и партизанское движение: Факты и документы. М.: Олма-пресс, 2003. — 382 с. (Серия «Архив»). ISBN 5-224-04328-X
- Попов А. Ю. Диверсанты Сталина. Деятельность органов государственной безопасности СССР на оккупированной советской территории в годы Великой Отечественной войны. М.: Яуза, Эксмо, 2004. — 509 с. (Лубянка. Открытые архивы). ISBN 5-699-07110-5
  - Попов А. Ю. Диверсанты Сталина. Деятельность органов государственной безопасности СССР на оккупированной советской территории в годы Великой Отечественной войны. (Изд. 2, допол. и перераб.) — М.: Яуза, Эксмо, 2008. — 480 с. ISBN 978-5-699-26217-5
- Попов А. Ю., Цветков А. И. Бог диверсий. Профессор русского спецназа Илья Старинов. — М.: Молодая гвардия, 2004. — 292 с. (Русский спецназ.) (Серия «Дело №…»). ISBN 5-235-02727-2
- Легенды ГРУ / Е. А. Прудникова, О. А. Горчаков, А. Ю. Попов и др. — М., СПб.: Олма медиа групп, Нева, 2005. 637 с.
- Роль органов госбезопасности СССР в становлении и развитии партизанского движения в годы Великой Отечественной войны: Коллективная монография. Сергиев Посад, 2005. — С. 144—157.
- Попов А. Ю. Диверсанты Сталина. НКВД в тылу врага. — М.: Эксмо, 2008. — 478 с. (Силы особого назначения). ISBN 978-5-699-26217-5
- Попов А. Ю., Цветков А. И. Солдаты незримого фронта. Органы государственной безопасности в годы Великой Отечественной войны. М.: Граница, 2010. — 432 с. ISBN 978-5-98759-056-0
- Политбюро и дело Берия. Сборник документов / сост. О. Б. Мозохин, А. Ю. Попов. — М.: Кучково поле, 2012. — 1088 с. — ISBN 9785995001935.
- Великая Отечественная война 1941—1945 годов. В 12 томах. Т. 6. Тайная война. Разведка и контрразведка в годы Великой Отечественной войны. — М.: Кучково поле, 2013. — 862 с. ISBN 978-5-9950-0340-3
- Великая Отечественная война 1941—1945 годов. В 12 томах. Т. 10. Государство, Общество и Война. — М.: Кучково поле, 2014. — 864 с. ISBN 978-5-9950-0458-5
- Попов А. Ю. Сопротивление на оккупированной советской территории (1941‒1944 гг.). — М.: Алгоритм, 2016. — 302 с. ISBN 978-5-906842-72-5
- Тайная стража России
  - Тайная стража России : очерки истории отечественных органов госбезопасности. Кн. 1 / Попов А. Ю., рук. авт. колл., О. А. Андрусь, А. А. Бостан и др.; ред. И. А. Монахова. — М.: Алгоритм, 2017. — 575 с. ISBN 978-5-906979-75-9
  - Тайная стража России : очерки истории отечественных органов госбезопасности. Кн. 2 / Попов А. Ю., рук. авт. колл., О. А. Андрусь, А. А. Бостан и др.; ред. И. А. Монахова. — М.: Алгоритм, 2018. — 623 с. ISBN 978-5-907028-80-7 : 700 экз.
  - Тайная стража России : очерки истории отечественных органов госбезопасности. Кн. 3 / Попов А. Ю., рук. авт. колл., О. А. Андрусь, А. А. Бостан и др.; ред. И. А. Монахова. — М.: Алгоритм, 2019. — 639 с. ISBN 978-5-907120-12-9
- Попов А. Ю. Диверсанты Сталина. — М.: Вече, 2018. — 335 с. (Анатомия спецслужб).; ISBN 978-5-4444-6525-7 : 1500 экз.
- Попов А. Ю., Соколов А. С. Щит и меч власти большевиков. Очерки истории ВЧК. М.: Директмедиа Паблишинг, 2022. 224 с.

### Статьи
- Попов А. Ю. Материалы ТАСС об убийстве Кубе. Советская пресса об убийстве Кубе // Военно-исторический архив. — 2001. — № 8 (23). — С. 85-100.
- Попов А. Ю. Ликвидация гауляйтера Белоруссии Вильгельма Кубе. Донесение криминал-советника Бондорфа // Исторический архив. — 2002. — № 1. — С. 45-52.
- Попов А. Ю. Борьба гитлеровцев против партизан в годы Великой Отечественной войны // Клио. — 2002. — № 1 (16). — С. 125—132.
- Попов А. Ю. Партизаны и контрразведка в годы Великой Отечественной войны // Отечественная история. — 2003. — № 3. — С. 123—127.
- Попов А. Ю. Организация руководства партизанским движением в тылу врага в 1941—1943 годах // Вопросы истории. — 2004. — № 10. — С. 145—151.
- Попов А. Ю. Из истории начального этапа партизанского движения // Отечественная история. — 2005. — № 2. — С. 71-75.
- Попов А. Ю. Спецоперации органов госбезопасности СССР на оккупированной территории. 1941—1944 гг. // Вопросы истории. — 2005. — № 4. — С. 138—144.
- Попов А. Ю. Партизанское движение в годы Великой Отечественной войны и органы госбезопасности СССР // Преподавание истории и обществознания в школе. — 2005. — № 7. — С. 11-19.
- Попов А. Ю. Разведка в тылу врага. Организация войсковой и агентурной разведки // Обозреватель. — 2005. — № 2. — С. 31-43.
- Попов А. Ю. Диверсионная борьба партизан в Великую Отечественную войну // Обозреватель. — 2005. — № 5. — С. 92-104.
- Попов А. Ю. Особенности партизанского движения в начальный период Великой Отечественной войны // Вестник архивиста. — 2005. — № 4 (88). — С. 94-105.
- Попов А. Ю. Контрразведывательная и специальная деятельность органов госбезопасности СССР в тылу противника в годы Великой Отечественной войны // Проблемы Российской истории. Магнитогорск, 2005. — С. 13-38.
- Попов А. Ю. Деятельность органов госбезопасности СССР на оккупированной территории в годы Великой Отечественной войны. // Вопросы истории. — 2006. — № 10. — С. 86-97.
- Попов А. Ю. Деятельность «Смерша» в годы Великой Отечественной войны // Преподавание истории и обществознания в школе. — 2006. — № 6. — С. 5-13.
- Попов А. Ю. Органы госбезопасности СССР в борьбе со спецслужбами фашистской Германии на оккупированной советской территории (1941—1944) // Вестник Российского университета дружбы народов. — 2006. — № 1(5). С. — 95-106.
- Попов А. Ю. Органы госбезопасности СССР в тылу войск Вермахта: проблемы отечественной историографии // Вестник Российского университета дружбы народов. Серия: История России. — 2006. — № 3. — С. 238—242.
- Попов А. Ю. Правовое регулирование деятельности органов госбезопасности на оккупированной советской территории // История государства и права. — 2006. — № 1. — С. 36-39.
- Попов А. Ю. Борьба органов госбезопасности СССР с гитлеровскими спецслужбами на оккупированной советской территории. 1941—1944 годы // Труды Института российской истории РАН. — 2008. — № 7. — С. 234—251.
- Попов А. Ю. Разведывательно-диверсионная деятельность советских партизанских формирований в годы Великой Отечественной войны // XX век в российской истории: проблемы, поиски, решения Труды Центра «Россия, СССР в истории XX века» ИРИ РАН. Российская академия наук. — М.: Институт российской истории, 2010. — С. 204—240.
- Попов А. Ю. Партизанское движение в годы Великой Отечественной войны: актуальные проблемы и новые подходы к исследованию // 70-летие Великой Победы: исторический опыт и проблемы современности Девятые уральские военно-исторические чтения. Сборник научных статей. Екатеринбург, 2015. С. 25-34.

## Художественные произведения
- Попов А. Ю. Окаянное племя. Террористы против Российской Империи. — М. : Родина, 2019. — 239 с. (Документальный детектив). ISBN 978-5-907149-41-0 : 600 экз.